# Micro-région de Vasvár
La micro-région de Vasvár (en hongrois : vasvári kistérség) est une micro-région statistique hongroise rassemblant plusieurs localités autour de Vasvár.